# Petrogale concinna
Espèce
Répartition géographique
Statut de conservation UICN

 EN A3bce : En danger
Le pétrogale des rochers (Petrogale concinna) est une très petite espèce de Macropodidae rencontrée dans le nord de l'Australie. Il était autrefois considéré comme suffisamment différent des autres pétrogales pour être classé dans son propre genre, Peradorcas.
Il était considéré, jusqu'à la découverte du Warabi (Petrogale burbidgei) en 1978, comme le plus petit Petrogale. Il est généralement gris avec des reflets roux et des taches noires sur le corps. C'est un animal nocturne, semi-grégaire, broutant des herbes et autre végétation. Il est considéré comme quasi menacé par l'UICN.
On le trouve dans trois régions distinctes : en Terre d'Arnhem (y compris Groote Eylandt); entre les rivières Mary et Victoria, dans le Top End, et dans la région côtière du Kimberley en Australie-Occidentale, y compris certaines îles de l'archipel Bonaparte. On le trouve également dans le parc national de Kakadu.
Il est le plus étroitement lié au Warabi et au Pétrogale à oreilles courtes (Petrogale brachyotis).

## Sous-espèce
Trois sous-espèces sont reconnues:
- P. c. concinna - la population du Top End; classée En critique danger d'extinction (CR)
- P. c. canescens - la population de la Terre d'Arnhem; classée vulnérable (VU)
- P. c. Monastria - la population du Kimberley. classée vulnérable (VU)